# Pont Charles de Gaulle
Pont de Charles de Gaulle jest to most na Sekwanie położony w Paryżu. Most łączy 13 okręg Paryża z 12 okręgiem.

## Historia
W 1986 roku Rada Paryża zdecydowała o budowie nowego mostu pomiędzy Pont de Bercy oraz Pont d’Austerlitz. Nowy projekt miał rozluźnić panujące w południowo-wschodniej części Paryża, korki oraz obciążenie zatłoczonego mostu d’Austerlitz. Oprócz tego nowy most miał połączyć nowy gamach Francuskiej Biblioteki Narodowej z dzielnicą Bercy oraz utworzyć nowe połączenia pomiędzy dworcami Gare de Lyon oraz Gare d’Austerlitz.
W 1987 roku zarządzono przetarg na projekt mostu. Ostatecznie po licznych dyskusjach, wygrał projekt autorstwa Louisa Arrethche oraz Romana Karasińskiego. Korzyścią przemawiającą za zwycięskim projektem była nie ingerencja w estetyczność zbudowanych dotychczas mostów a w szczególności położonego w najbliższej odległości Wiaduktu Austerlitz.

## Struktura mostu

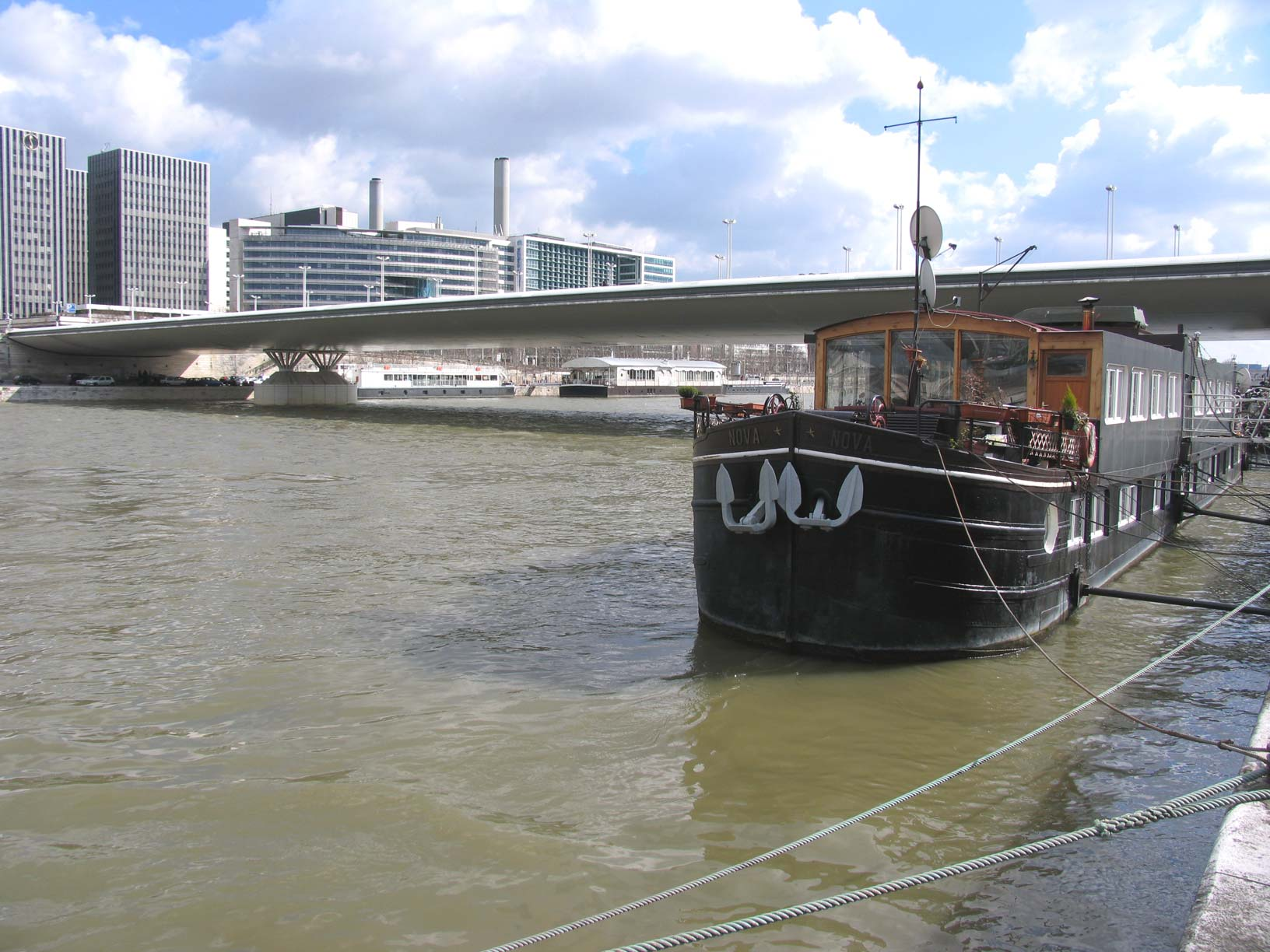

Długość mostu wynosi 207,7 metra natomiast jego szerokość wynosi 31,6 metra. Konstrukcja mostu opiera się na dwóch masywnych betonowych kolumnach.

## Metro
Najbliższą stacją paryskiego metra jest Gare d’Austerlitz.